# Sálový fotbal
Sálový fotbal je sport příbuzný fotbalu. Je často zaměňován s futsalem.

## Stručná pravidla dle České federace sálového fotbalu
Zdroj:
- počet hráčů na hřišti: dvě družstva, každé 4+1 (4 hráči v poli, 1 brankář); střídání funguje jako ve fotbale
- velikost míče: 3
- hrací plocha: 16-20 × 28-40 m (musí být obdélníková, tj. nikoliv 20×20m)
- doba trvání zápasu: 2×20 min; hraje se buď na hrubý nebo čistý čas
- míč, který skončí mimo hru hráči do hřiště vrátí vhozením oběma rukama

## Největší rozdíly mezi sálovým fotbalem a futsalem
- futsal je jedinou oficiální verzí sálové kopané, hraje se dle standardizovaných pravidel a řídí se předpisy FIFA[2]
- ve futsale je počet hráčů na hřišti stanoven na 4 hráče v poli a jednoho brankáře, sálový fotbal čítá mnoho verzí od 4+1 přes 5+1 až po 6+1 (Česká federace sálového fotbalu se řídí verzí 4+1)[1][2]
- v sálovém fotbale se střídá stejně jako ve fotbale, ve futsale stejně jako v ledním hokeji
- futsalový brankář se může pohybovat po celém hřišti, kdežto brankář v sálovém fotbale se smí pohybovat pouze ve svém brankovišti[3]
- ve futsale branka vstřelená hráčem stojícím v brankovišti soupeře platí, v sálovém fotbale (stejně jako v házené) ne
- tzv. auty se v sálovém fotbale zahrávají (stejně jako ve fotbale) vhozením, ve futsale se zahrávají kopem[3]
- futsal se hraje s míčem velikosti 4, na sálový fotbal se používá míč velikosti 3[3]

## Sálový fotbal v Česku

### Vývoj
Tento sport podobný fotbalu se do Československa dostal v roce 1974, kdy zde uruguayský tým sálového fotbalu Peňarol Montevideo v rámci svého turné navštívil propagační utkání s výběrem pražských ligových fotbalistů. Jedinou branku pražanů při prohře 1:4 tehdy vstřelil Antonín Panenka.

### Celostátní liga
Prvním ročníkem Celostátní ligy sálového fotbalu byla sezóna 1975/76, jejímž vítězem se stal celek Loko Vršovice. Nejúspěšnějším týmem soutěže je (k 5. květnu 2025) s 15 mistrovskými tituly z 50 ročníků Chemcomex Praha.